# アイーナキャンパス
アイーナキャンパスは、2006年4月にいわて県民情報交流センター（アイーナ）7階に開設された岩手県立大学のサテライトキャンパス。

## 概要
岩手県立大学の学舎は盛岡市郊外の滝沢市（設置当時は滝沢村）巣子に立地しており、特に外部からの参加者を集めるイベントには不便が多かった。
アイーナキャンパスは、盛岡駅から至近であるロケーションを生かし、一般市民の参加する公開講座、生涯学習向けの常設教室として設置された。同学関係の小規模なセミナー・会議等の会場としても利用されることが多い。
また、看護学部から講師を派遣し、一般市民からのがん・生活習慣病などに関する健康相談にも応じている。
学生向けの講義は通常行わないが、開設目的として以下の5点を挙げている。
- 社会人教育機能
- 生涯学習支援機能
- ソーシャルサービス機能
- 地域協働・産学連携活動支援機能
- 情報発信機能

## 公開講座
- 「地域のくらしと文化を見つめる」（盛岡短期大学部）2006年4月 -
- IPU情報システム塾（ソフトウェア情報学部）2006年6月 - 9月
- 「県民と学のふれあい」（総合政策学部）2006年8月ころ -

## アクセス
- 盛岡駅西口より徒歩4分[1]。